# برت پدینگتون
برت پدینگتون (انگلیسی: Bert Paddington; ۳۰ ژوئن ۱۸۸۱ – ۳ آوریل ۱۹۳۲) بازیکن فوتبال اهل بریتانیا بود.
از باشگاه‌هایی که در آن بازی کرده‌است می‌توان به باشگاه فوتبال برایتون اند هوو آلبیون و باشگاه فوتبال ساوت‌همپتون اشاره کرد.